# Камчия (паровая яхта)
«Камчия» — корабль военно-морского флота Болгарии.

## Описание яхты
Судно представляло собой двухмачтовую парусно-винтовую яхту с паровой силовой установкой (два паровых котла общей мощностью 250 л. с.). Ёмкость угольного бункера составляла 8,5 тонн угля, что обеспечивало запас хода до 360 миль при скорости 11 узлов (хотя на практике, на этот показатель оказывали влияние качество топлива, метеоусловия, скорость движения и некоторые другие факторы).

## История службы
Яхта была построена в 1883 году в Британской империи и продана во Францию, где получила название «De Romas».
В 1896 году началось сближение Болгарии и Франции, в Болгарию был направлен первый французский специалист Поль Морон, который имел задачу подготовить условия для создания болгарского военно-морского флота. С 1897 по 1908 год в Болгарии действовала французская военно-морская миссия, которую возглавил лейтенант Поль Пишон (он получил чин капитана І ранга в болгарском флоте и стал его командующим). Миссия заключила контракты на закупку во Франции кораблей, вооружения и иного военного имущества. В 1906 году Поль Пишон купил для болгарского царя Фердинанда I во Франции яхту «De Romas», однако уже во время перехода в Болгарию у неё сломался двигатель и судно пришлось ремонтировать в итальянском порту Мессина.
В 1907 году яхта прибыла в Болгарию, но после осмотра судна Фердинанд I отказался от её использования. В мае 1909 года судно получило название «Камчия» (в честь реки Камчия) и было зачислено в состав Черноморской флотилии, однако до 1911 года оставалось в эллинге и не использовалось. Перед началом первой Балканской войны было принято решение о усилении военного флота за счёт мобилизации пригодных судов и плавсредств, и судно начали ремонтировать. После начала войны «Камчия» была переоборудована в минный заградитель (на палубе установили направляющие для 12 морских мин, а экипаж вооружили винтовками).
Во время первой мировой войны «Камчия» оставалась в составе флота и использовалась как минный заградитель.
29 сентября 1918 года в Салониках Болгария подписала перемирие со странами Антанты. По его условиям болгарская армия была обязана немедленно оставить все занятые территории Сербии и Греции, провести демобилизацию, а всё вооружение и боеприпасы должны были складироваться под контролем войск Антанты.
30 сентября 1918 года перемирие вступило в силу, войска Антанты заняли территорию страны. Непосредственно перед этим судно было разоружено и передано из состава флота в ведение портового управления города Варна (чтобы избежать его реквизиции оккупационными войсками). После создания морской полицейской службы судно было передано в состав службы, в 1924 году — отремонтировано и перекрашено в белый цвет, и в 1930е годы использовалось как гидрографическое судно (для измерений русла реки Дунай).
31 июля 1938 года были подписаны Салоникские соглашения, в соответствии с которыми с 1 августа 1938 года с Болгарии сняли ограничения на увеличение армии и флота, наложенные Нёйиским мирным договором. В результате, «Камчия» была возвращена в состав военного флота и переклассифицирована в учебный корабль. После начала второй мировой войны судно было вооружено двумя малокалиберными орудиями и пулемётом, но продолжало использоваться как учебное и гидрографическое судно (на нём проходили практику курсанты Морского училища).
После окончания войны судно продолжало использоваться как невооружённый учебный корабль до 1952 года, когда оно было выведено из состава флота по техническому состоянию.

## Дополнительная информация
- фотоснимок корабля является экспонатом военно-морского музея в городе Варна.